# Peducaea de incestu
La lex Peducaea de incestu va ser una llei romana proposada del tribú de la plebs Sext Peduceu, quan eren cònsols Gneu Papiri Carbó i Gai Cecili Metel Caprari, l'any 113 aC. El seu contingut, fora de què tractava el delicte d'incest, és desconegut.